# I Me Mine
I Me Mine är en låt skriven av George Harrison, som spelades in av The Beatles 1970 och gavs ut samma år på albumet Let It Be.

## Låten och inspelningen
Harrisons kryptiska text om egoism
 (vilket kan syfta både på medlemmarna i The Beatles och på människor i allmänhet) är mest intressant eftersom det blev den sista låt gruppen kom att spela in. Medlemmarna försökte fortfarande få i ordning det kaotiska material man spelat in i januari 1969 men behövde fylla ut materialet. Därför jobbade man 3 januari 1970 med en låt Harrison skrev under dessa sessioner. Det var emellertid bara tre medlemmar på plats (gruppen sista regelrätta session) eftersom Lennon var utomlands. Efter en plikttrogen session kom materialet via Lennon (och utan att Paul McCartney visste om det) att hamna i händerna på Phil Spector som jobbade med denna låt 1–2 april 1970. Plattan skulle ges ut under maj men innan dess hade McCartney officiellt lämnat Beatles samtidigt med utgivningen av sin första soloplatta (10 april 1970) varvid gruppen var upplöst sedan en månad då denna låt dök upp på LP:n Let It Be som utgavs i England och USA 8 respektive 18 maj 1970.

## Självbiografi
I Me Mine är också titeln på George Harrisons självbiografi, som också innehåller kommentarer till ett urval av hans låttexter.